# Мелекты
Мелекты (лат. Melecta) — род пчёл-кукушек из трибы Melectini семейства Apidae. Палеарктика: Евразия, Северная Африка. Неарктика: Северная Америка. Около 60 видов. Социальные паразиты пчёл рода Anthophora и некоторых других. 

## Описание
Клептопаразиты близких родов пчёл (Anthophora, Habropoda, Paramegilla; Anthophorini). Отличаются деталями жилкования крыльев (маргинальная ячейка короче, чем первые две субмаргинальные ячейки). Как и другие пчёлы-кукушки не обладают приспособлениями для опыления и сбора пыльцы (нет корзиночек на ногах, модифицированных волосков на теле и т.д.).
Длина 1—2 см. Последний членик лапок (на котором расположены коготки) сильно вздутый. 1-я радиомедиальная ячейка значительно больше 3-й. Базальная жилка переднего крыла почти прямая или слабо изогнутая. 2-я радиомедиальная ячейка значительно меньше 3-й.

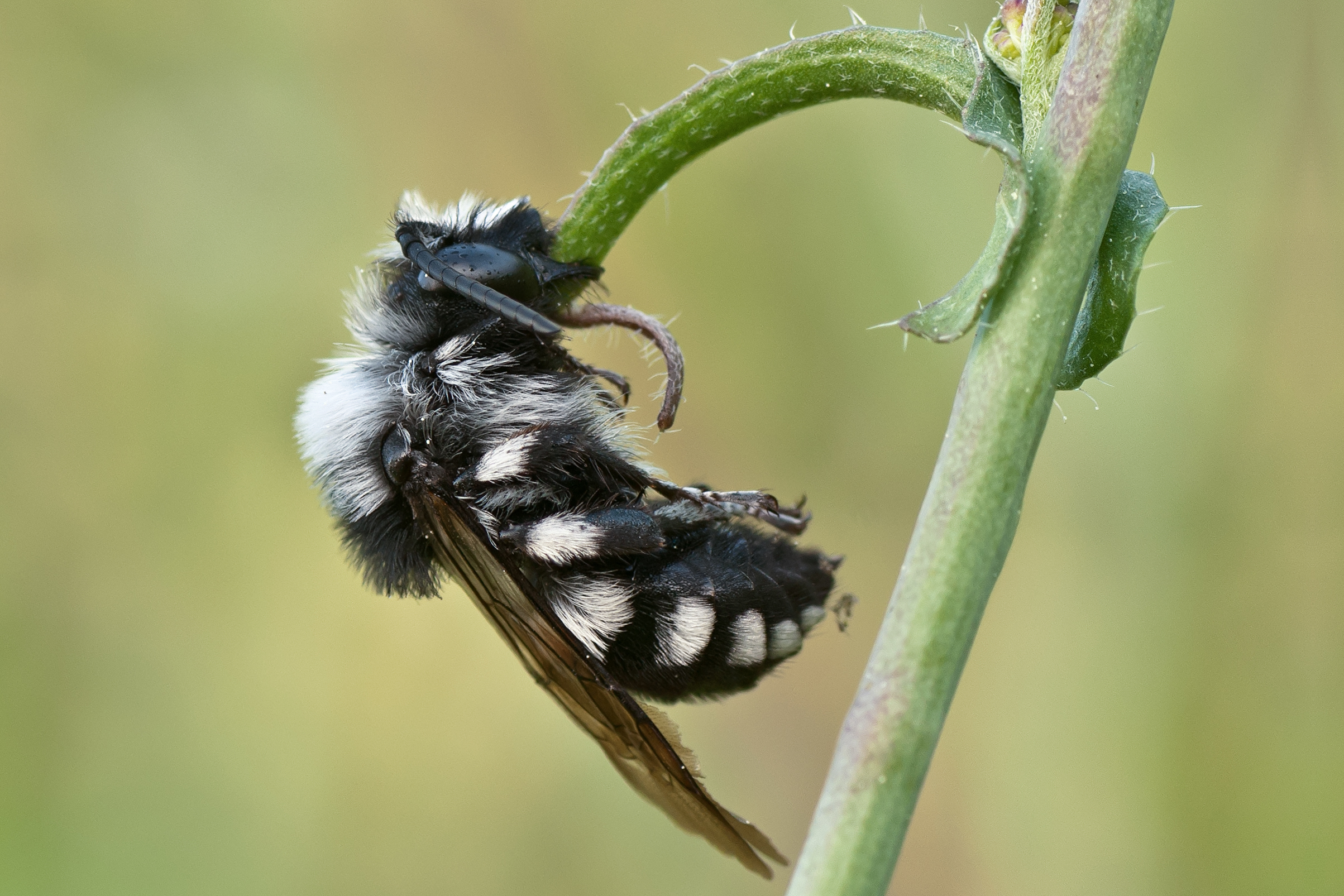
Спящая пчела Melecta.

## Систематика
Подроды рода Melecta частитчно был повышены до статуса рода
- Eupavlovskia Popov, 1955
- Melectomimus Linsley, 1939
- Paracrocisa Alfken, 1937
- Pseudomelecta Radoszkowski, 1865

### Список видов
Около 60 видов.
| - Melecta aegyptiaca Radoszkowski 1876 - Melecta albifrons (Forster, 1771) - Melecta alcestis Lieftinck, 1980 - Melecta alexanderi Griswold & Parker, 1999 - Melecta amanda Lieftinck, 1980 - Melecta angustilabris Lieftinck, 1980 - Melecta assimilis Radoszkowski, 1876 - Melecta atripes Morawitz, 1895 - Melecta atroalba (Lieftinck, 1972) - Melecta baerii (Radoszkowski, 1865) - Melecta bohartorum Linsley, 1939 - Melecta brevipila Lieftinck, 1980 - Melecta canariensis Lieftinck, 1958 - Melecta candida Lieftinck, 1980 - Melecta caroli Lieftinck, 1958 - Melecta chalybeia (Lieftinck, 1972) - Melecta chinensis Cockerell, 1931 - Melecta corpulenta Morawitz, 1875 - Melecta curvispina Lieftinck, 1980 | - Melecta cypriaca Schwarz, 1999 - Melecta diacantha Eversmann, 1852 - Melecta diligens Lieftinck, 1983 - Melecta duodecimmaculata (Rossi, 1790) - Melecta edwardsii Cresson, 1878 - Melecta emodi Baker, 1997 - Melecta excelsa Lieftinck, 1980 - Melecta festiva Lieftinck, 1980 - Melecta fulgida Lieftinck, 1980 - Melecta fumipennis Lieftinck, 1980 - Melecta funeraria Smith, 1854 - Melecta fuscipennis (Morawitz, 1875) - Melecta gracilipes Lieftinck, 1980 - Melecta grandis Lepeletier, 1841 - Melecta guichardi Lieftinck, 1980 - Melecta guilochei Dusmet & Alonso, 1915 - Melecta honesta Lieftinck, 1980 - Melecta italica Radoszkowski, 1876 - Melecta kuschakewiczi (Radoszkowski, 1890) | - Melecta turkestanica Radoszkowski, 1893 |